# To Be Continued
To Be Continued（トゥ・ビー・コンティニュード）は、1990年代に主に活動、2021年に再始動した音楽ユニット。

## メンバー
- 岡田浩暉（ボーカル・作詞）
  - 音楽活動と並行して俳優としても活動。
- 後藤友輔（ギター・キーボード・作詞・作曲）
  - リーダー。現在はアバロンミュージックスクール及びアバロン声優スクール代表。Her knuckleにて活動中。
  - 代表楽曲「君だけを見ていた」「逃げたりしない」他
- 佐藤鷹（キーボード・作曲・編曲）
  - 元コスミック・インベンションのメンバー。映画『口裂け女2』音楽担当。
  - 2021年再結成には自身の活動を優先するため同バンドには参加はしていない。
  - 代表楽曲「HOLIDAY」「夏のページ」他

## 来歴
- 1991年9月1日、Sony Recordsからシングル「君がいたから」でデビュー。その後、年に1枚アルバムを発売。
- 1994年初冬、岡田が主要キャストとして出演した『もしも願いが叶うなら』（TBS）挿入歌に起用された「君だけを見ていた」が50万枚を超えるヒットを記録。
- テレビ朝日系『ミュージックステーション』には1991年からの5年間で17回出演。1994年は年末の『ミュージックステーションスーパーライブ』にも出演している（演奏曲は「君だけを見ていた」）。
- 1998年、東芝EMIに移籍。2000年、無期限活動休止を宣言。
- 休止後は岡田が俳優、佐藤がシンガーソングライターのルルティアの音楽プロデューサー、後藤がアバロンミュージックスクール代表としてそれぞれ活動。岡田は俳優業と並行し音楽活動として毎年クリスマスライブを行なっており、2011年は後藤が出演（佐藤も連絡したが別の用事があり参加できず）[1]。
- 2018年7月14日放送『音楽の日』（TBS）出演。地上波では18年振りとなる「君だけを見ていた」を生放送で披露。
- 今後の再結成については未定としていたが、2019年6月26日、岡田の3枚目となるソロシングル「遠い約束／正直者よ!」リリース時ソロのみならず「To Be Continued復活を含めた活動を構想」していることを明かした[2]。
- 2021年1月21日放送『じっくり聞いタロウ〜スター近況（秘）報告〜』（テレビ東京系列）に岡田が出演。結成30年の節目となる本年バンドを再始動、2月に配信シングル、秋には約22年振りとなるアルバムリリース予定の旨を発表[3]。
- 2021年1月29日、公式サイト開設[4]。
- 2021年10月6日、新曲「手紙」を先行配信（作詞：北川悦吏子、作曲：佐藤鷹・後藤友輔）。1999年に脚本家の北川に作詞を依頼したことで実現した楽曲であったが、完成することなくバンドが活動休止となりお蔵入りとなった楽曲を再結成を機に改めてレコーディングしリリースされた。
- 2021年10月27日、22年ぶりとなるアルバム『Paradise in Life』をリリース[5]。
- 2021年10月31日、ビルボードライブ東京、2021年11月3日にはビルボードライブ大阪で久々のコンサートを行った[6]。

## ディスコグラフィ

### シングル
|      | 発売日         | タイトル                        | 規格品番     | 収録曲 | 備考                                                                      |
| ---- | -------------- | ------------------------------- | ------------ | --- | ------------------------------------------------------------------------- |
| 1st  | 1991年09月01日 | 君がいたから                    | SRDL-3348    | 1. 君がいたから 2. End of Innocence                                                                                 | ニッポン放送『福澤朗ラジオ☆スター』主題歌 オリコン圏外                    |
| 2nd  | 1991年12月01日 | 息詰まっちゃうよ                | SRDL-3409    | 1. 息詰まっちゃうよ 2. mon reve                                                                                     | オリコン圏外                                                              |
| 3rd  | 1992年03月25日 | RAIN                            | SRDL-3442    | 1. RAIN 2. LESSON-2                                                                                                 | オリコン最高49位、登場回数3回                                             |
| 4th  | 1992年06月01日 | I Feel                          | SRDL-3470    | 1. I Feel 2. 二人の孤独 3. I Feel(オリジナル・カラオケ)                                                             | オリコン最高61位                                                          |
| 5th  | 1992年11月21日 | 愛がまちがえるなんて            | SRDL-3560    | 1. 愛がまちがえるなんて 2. One and Only（クリスマス・ヴァージョン） 3. 愛がまちがえるなんて（オリジナル・カラオケ） | オリコン圏外                                                              |
| 6th  | 1993年02月21日 | 君とずっと…くらしたい           | SRDL-3617    | 1. 君とずっと…くらしたい 2. こんな恋もわるくない 3. 君とずっと…くらしたい（オリジナル・カラオケ）                   | オリコン圏外                                                              |
| 7th  | 1993年07月21日 | If you wish…                    | SRDL-3700    | 1. If you wish… 2. HOLIDAY 3. If you wish…（オリジナル・カラオケ）                                                  | テレビ朝日『ステーションEYE』エンディングテーマ オリコン圏外              |
| 8th  | 1993年11月21日 | わがままが欲しい 困らせてほしい | SRDL-3781    | 1. わがままが欲しい 困らせてほしい 2. あの日夢見てた… 3. わがままが欲しい 困らせてほしい（オリジナル・カラオケ）    | オリコン圏外                                                              |
| 9th  | 1994年03月21日 | 君だけを見ていた                | SRDL-3798    | 1. 君だけを見ていた 2. 32゜僕にもたれてた 3. 君だけを見ていた（オリジナル・カラオケ）                               | TBS系列ドラマ『もしも願いが叶うなら』挿入歌 オリコン最高4位、登場回数18回 |
| 10th | 1994年06月01日 | 逃げたりしない                  | SRDL-3843    | 1. 逃げたりしない 2. 君の寝息を頬に感じて 3. 逃げたりしない（オリジナル・カラオケ）                                 | オリコン最高14位、登場回数14回 SONY MDレコーダーCMソング                  |
| 11th | 1994年08月25日 | うまく言えないけど              | SRDL-3891    | 1. うまく言えないけど 2. どんな君も愛してる 3. うまく言えないけど（オリジナル・カラオケ）                           | TBS系列『COUNT DOWN TV』エンディングテーマ オリコン最高13位、登場回数9回  |
| 12th | 1995年06月01日 | 物語は続いて行く                | SRDL-3966    | 1. 物語は続いて行く 2. 素直になれなくて 3. 物語は続いて行く（オリジナル・カラオケ）                                 | オリコン最高19位、登場回数7回                                             |
| 13th | 1995年08月21日 | TRUTH                           | SRDL-4080    | 1. TRUTH 2. Funny!? Serious?!（リミックス・ヴァージョン） 3. TRUTH（バッキング・トラック）                          | テレビ朝日系列『Change!』主題歌 オリコン最高23位、登場回数7回             |
| 14th | 1995年11月22日 | 抱きしめるたび                  | SRDL-4126    | 1. 抱きしめるたび 2. 今でも君を探してる 3. 抱きしめるたび（バッキング・トラック）                                   | オリコン最高50位、登場回数3回                                             |
| 15th | 1996年02月21日 | 悲しみを知った                  | SRDL-4165    | 1. 悲しみを知った 2. 僕は愛を取り出したい 3. 悲しみを知った（バッキング・トラック）                                 | オリコン最高44位                                                          |
| 16th | 1998年04月22日 | melody                          | TODT-5134    | 1. melody 2. 南へ行こう 3. melody（オリジナル・カラオケ）                                                           | オリコン圏外                                                              |
| 17th | 1999年03月10日 | I WILL                          | TODT-5254    | 1. I WILL〜風に向かって 2. 君だったんだね 3. I WILL〜風に向かって（Instrumental）                                   | オリコン圏外                                                              |
| 18th | 1999年09月08日 | Last order                      | TOCT-22023   | 1. Last order 2. Replay 3. 誰よりも君は遠く…                                                                        | オリコン圏外                                                              |
| 19th | 2021年06月23日 | 君だけを見ていた 2021Ver        | デジタル配信 | 1. 君だけを見ていた 2021Ver                                                                                         |                                                                           |

### アルバム
|              | 発売日         | タイトル                             | 規格品番   | 収録曲 | 備考                          |
| ------------ | -------------- | ------------------------------------ | ---------- | --- | ----------------------------- |
| 1st          | 1991年09月21日 | To Be Continued…                     | SRCL-2159  | 1. Radio Parade 2. 君がいたから -Album Version- 3. United venus 4. 息詰まっちゃうよ 5. mon rêve 6. この雨が上がったら 7. On And On 8. 現実≠理屈 9. End of Innocence 10. Lots of Love 11. 相撃ちだって構わない | オリコン圏外                  |
| 2nd          | 1992年07月01日 | How zit?                             | SRCL-2432  | 全曲 編曲:佐藤鷹 1. Spontaneous Joining 【作詞・作曲:後藤友輔】 2. I Feel（アルバム・ヴァージョン） 【作詞・作曲:後藤友輔】 3. 風を感じながら… 【作詞:岡田浩暉/作曲:佐藤鷹】 4. 29th August 【作詞・作曲:後藤友輔】 5. 二人の孤独 【作詞:岡田浩暉/作曲:佐藤鷹】 6. One and only 【作詞・作曲:後藤友輔】 7. LESSON-2 【作詞:岡田浩暉/作曲:佐藤鷹】 8. RAIN 【作詞:岡田浩暉/作曲:後藤友輔】 9. PA PA 【作詞:岡田浩暉/作曲:後藤友輔】 10. Switch 【作詞:岡田浩暉/作曲:佐藤鷹】 11. 夏のページ 【作詞:岡田浩暉/作曲:佐藤鷹】                                                                                             | オリコン最高62位、登場回数3回 |
| 3rd          | 1993年08月21日 | Bitter Sweet Love                    | SRCL-2684  | 1. 32°僕にもたれてた 2. どうにかしてるぜ 3. こんな恋も悪くない（アルバム・ミックス） 4. HOLIDAY 5. 君の寝息を頬に感じて 6. 君とずっと…くらしたい（アルバム・ミックス） 7. If you wish… 8. このままじゃ終われない 9. 愛がまちがえるなんて（アルバム・ミックス） 10. 悲しいだけの台詞 11. 君を忘れない | オリコン最高88位              |
| 4th          | 1994年10月01日 | BEYOND THE LIGHT…                    | SRCL-2983  | 1. 明日へのAccent 2. STEPPIN'OUT 3. 涙 やめなよ 4. Love is just a… 5. moon 6. 逃げたりしない 7. Funny!?Serious?! 8. 君だけを見ていた（アルバム・ミックス） 9. どんな君も愛してる 10. うまく言えないけど（アルバム・ミックス） | オリコン最高4位、登場回数8回  |
| セルフカバー | 1995年07月01日 | MUSICa-holic                         | SRCL-3255  | 1. HOLIDAY 2. 物語は続いて行く 3. LESSON-2 4. mon rêve 5. Love is just a… 6. 夏のページ 7. 32゜僕にもたれてた 8. こんな恋も悪くない 9. 二人の孤独 10. RAIN 11. 風を感じながら… 12. 君だけを見ていた | オリコン最高15位、登場回数7回 |
| 5th          | 1996年04月01日 | DAY BREAK                            | SRCL-3498  | 全曲 作曲・編曲:佐藤鷹 1. Daybreak〜overture 2. KARAMETE… 【作詞:岡田浩暉】 3. ROULETTE 【作詞:岡田浩暉】 4. TRUTH 【作詞:高島秀直,後藤友輔】 5. 今でも君を探してる 【作詞:岡田浩暉】 6. 悲しみを知った 【作詞:北川悦吏子】 7. ヒザにきてるよ 【作詞:希都宏,後藤友輔】 8. 抱きしめるたび 【作詞:岡田浩暉】 9. SMILE FOR ME 【作詞:希都宏,後藤友輔】 10. 激しく流れゆく時代の狭間で 【作詞:岡田浩暉,高島秀直】 | オリコン最高16位、登場回数3回 |
| 6th          | 1998年05月20日 | Creston Drive                        | TOCT-10261 | 全曲 編曲:スペンサー・メイ,To Be Continued,メル・ウェッソン 1. melody 【作詞:岡田浩暉/作曲:後藤友輔】 2. wonderful woman 【作詞:岡田浩暉/作曲:佐藤鷹】 3. 南へ行こう 【作詞:岡田浩暉/作曲:後藤友輔】 4. Half Moon 【作詞:後藤友輔,高島秀直/作曲:佐藤鷹】 5. Dear Friend 【作詞:岡田浩暉/作曲:後藤友輔】 6. alone again 【作詞:後藤友輔,高島秀直/作曲:後藤友輔】 7. 鍵穴が溶けてしまう・・・遠い感情 【作詞:後藤友輔,希都宏/作曲:佐藤鷹】 8. YES YES YES 【作詞:岡田浩暉/作曲:後藤友輔】 9. Like a rolling Orange 【作詞:岡田浩暉/作曲:佐藤鷹】 10. 静かに星を見上げるように 【作詞:後藤友輔,高島秀直/作曲:後藤友輔】 | オリコン最高84位              |
| 7th          | 1999年09月29日 | CORE POP                             | TOCT-24227 | 全曲 編曲:To Be Continued,森俊之 1. ONE～FOR THE FURTURE～ 【作詞:岡田浩暉/作曲:佐藤鷹】 2. Last order 【作詞:岡田浩暉,VD/作曲:佐藤鷹】 3. IN AND OUT 【作詞:岡田浩暉/作曲:佐藤鷹,後藤友輔】 4. if～これからの僕を～ 【作詞:森浩美/作曲:佐藤鷹】 5. I WILL～風に向かって～ 【作詞:岡田浩暉,VD/作曲:佐藤鷹】 6. Replay 【作詞:児嶋隆/作曲:佐藤鷹】 7. FUSE 【作詞:サエキけんぞう/作曲:後藤友輔】 8. 青い炎 【作詞:岡田浩暉/作曲:佐藤鷹,後藤友輔】 9. rhythm 【作詞:後藤友輔,田中匠作/作曲:後藤友輔】 10. 君だったんだね 【作詞:戸沢暢美/作曲:後藤友輔】 11. 雨の匂いがした 【作詞:後藤友輔,高島秀直/作曲:後藤友輔】   | オリコン圏外                  |
| ベスト       | 2002年11月20日 | GOLDEN☆BEST/To Be Continued~ SINGLES | MHCL-195   | 1. 君がいたから 2. 息詰まっちゃうよ 3. RAIN 4. I Feel 5. 愛がまちがえるなんて 6. 君とずっと…くらしたい 7. If you wish… 8. わがままが欲しい困らせてほしい 9. 君だけを見ていた 10. 逃げたりしない 11. うまく言えないけど 12. 物語は続いて行く 13. 素直になれなくて 14. TRUTH 15. 抱きしめるたび 16. 悲しみを知った | オリコン圏外                  |
| 8th          | 2021年10月27日 | Paradise in Life                     | COCB-54338 | 1. HOLIDAY (2021 version.) 2. うまく言えないけど (2021 version.) 3. ぎこちないね 4. 夏のページ (2021 version.) 5. 逃げたりしない (2021 version.) 6. 君だけを見ていた (2021 version.) 7. 君とずっと…くらしたい (2021 version.) 8. 願い 9. Little Prayer for Love 10. 「手紙」 |                               |

### VHS
1. To Be Clips（1992年6月21日、SRVM-313）
2. To Be Clips 2（1993年12月12日、SRVM-377）
3. To Be Clips 3（1995年12月13日、SRVM-483）

## タイアップ一覧
| 使用年 | 曲名                   | タイアップ                                                               |
| ------ | ---------------------- | ------------------------------------------------------------------------ |
| 1992年 | 愛がまちがえるなんて   | テレビ朝日系ドラマ『君と・い・つ・ま・で・も』オープニングテーマ         |
| 1993年 | 君とずっと…くらしたい  | テレビ朝日系『OH!エルくらぶ』エンディングテーマ                          |
| 1993年 | If you wish…           | テレビ朝日系『ステーションEYE』エンディングテーマ                        |
| 1993年 | あの日夢見てた…        | テレビ東京系『Jリーグ中継』オープニングテーマ                            |
| 1994年 | 君だけを見ていた       | TBS系金9ドラマ『もしも願いが叶うなら』劇中歌                             |
| 1994年 | 逃げたりしない         | ソニー「ミニディスク」CMソング                                           |
| 1994年 | 逃げたりしない         | TBS系『E.T!』主題歌                                                      |
| 1994年 | うまく言えないけど     | TBS系『COUNT DOWN TV』エンディングテーマ                                 |
| 1995年 | 物語は続いて行く       | TBS系『COUNT DOWN TV』エンディングテーマ                                 |
| 1995年 | 素直になれなくて       | NTT「DENPO95」CMイメージソング                                           |
| 1995年 | TRUTH                  | 朝日放送・テレビ朝日系ドラマ『Change!』主題歌                            |
| 1995年 | 抱きしめるたび         | テレビ東京系『ダイヤモンドサッカー』オープニングテーマ                   |
| 1996年 | 悲しみを知った         | 「東鳩製菓」イメージソング                                               |
| 1998年 | melody                 | 中京テレビ・日本テレビ系『マチャミの全部いただきっ!!』エンディングテーマ |
| 1999年 | I WILL〜風に向かって〜 | コムロ美容外科CMソング                                                   |
| 1999年 | Replay                 | コムロ美容外科「夏編」CMソング                                           |
| 2006年 | 君がいたから           | ニッポン放送『福澤朗ラジオ☆スター』主題歌                                |